# Michael Henderson
Pour les articles homonymes, voir Henderson.
Michael Henderson né le 7 juillet 1951 à Yazoo City (Mississipi) et mort le 19 juillet 2022 à Dallas près d'Atlanta (Géorgie), est un bassiste de jazz fusion américain.

## Biographie
Michael Henderson a travaillé avec Miles Davis au début des années 1970 dans des albums « fusion » comme A Tribute to Jack Johnson, Live-Evil, On the Corner, In Concert: Live at Philharmonic Hall, Big Fun, Get Up with It, Dark Magus, Agharta et Pangaea. Il fut le seul musicien à jouer avec Miles Davis durant les deux phases de la période dite électrique, de 1970 (il était alors âgé de 18 ans) à 1976.
Michael Henderson compte parmi les bassistes majeurs dans le style jazz-fusion (caractérisé notamment par un « groove » profond et funky). Il a également été actif sur la scène soul : en plus de son travail avec Davis, il a collaboré avec Marvin Gaye, Aretha Franklin, Stevie Wonder, The Dramatics et Docteur John. Il est considéré comme l’un des bassistes les plus importants dans le style Motown, aux côtés de Bob Babbitt et de James Jamerson, l'une de ses premières influences. 

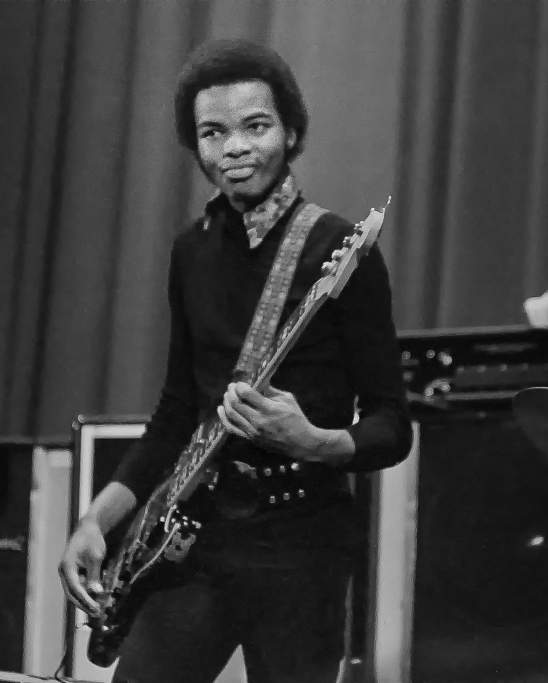
Michael Henderson dans le Miles Davis Septet au Sigma 7 en 1971.

Michael Henderson avait passé un peu de temps en tournée avec Stevie Wonder (qu’il avait rencontré au Regal Club à Chicago lors d’un test) quand il a rencontré Miles Davis au début de 1970. Après l’avoir écouté au Copacabana à New York, Davis aurait dit à Wonder : « Je vais prendre ton putain de bassiste. »
La carrière de Michael Henderson en tant que leader et compositeur a commencé après sept ans avec Miles Davis, et lui a valu de nombreux succès avec Arista Records, jusqu’à sa retraite en 1986. Bien que surtout connu pour la ballade, son style funk a eu une grande influence sur de nombreux autres musiciens. Ses albums solos se sont vendus au total à plus d’un million d’exemplaires.
La nouvelle popularité du son Motown a donné un nouvel élan à la popularité de Henderson. Ses riffs de Valentine et You Are My Starship ont été repris par des musiciens tels que Snoop Dogg et LL Cool J, et certaines de ses chansons ont été chantées par Rick James, Wayman Tisdale, et Sugar Ray.
Michael Henderson vivait à Las Vegas, jouant de temps en temps en public. Il a participé à quelques concerts avec d’autres anciens « combattants » de la période électrique de Davis.
Il meurt le 19 juillet 2022.

## Discographie

### En tant que leader ou coleader
- 1976 : Solid (Buddah)
- 1977 : Goin' Places  (Buddah)
- 1978 : In the Night Time  (Buddah)
- 1979 : Do It All  (Buddah)
- 1980 : Wide Receiver  (Buddah)
- 1981 : Slingshot  (Buddah)
- 1983 : Fickel  (Buddah)
- 1986 : Bedtime Stores (EMI Records)

### Collaborations

#### AvecMiles Davis
- 1970 : The Cellar Door Sessions (1970)
- 1971 : A Tribute to Jack Johnson (1971)
- 1971 : Live-Evil (1971)
- 1972 : On the Corner (1972)
- 1973 : In Concert: Live at Philharmonic Hall (1973)
- 1973 : The Complete Miles Davis at Montreux 1973-1991 : volume 1, Palais des congrès, le 8 juillet 1973, first & second set.
- 1974 : Big Fun (1974)
- 1974 : Get Up With It (1974)
- 1975 : Agharta et Pangaea (1975)
- 1977 : Dark Magus (1977)